# Amaury Sport Organisation
Амори спортска организација (фр. Amaury Sport Organisation) (ASO) дио је француске медија групе — EPA (фр. Éditions Philippe Amaury; досл. издање Филип Амори). Организује спортске догађаје, прије свега бициклистичке трке, које укључују двије гранд тур трке — Тур де Франс и Вуелта а Еспању; етапне трке: Париз—Ницу и Критеријум ди Дофине, као и Монументалне класике — Париз—Рубе и Лијеж—Бастоњ—Лијеж. Поред бициклизма, организује и Дакар рели, а од 2008. године почели су са организовањем релија у Централној Европи, као и рели трка издржљивости у Румунији и Мађарској.
Тур де Франс је формиран 1903. године, од стране листа Лото, који је затворен након Другог свјетског рата, због повезаности са Њемцима и организацију Тура преузео је лист Лекип (фр. L'Équipe), који је сада дио EPA. Године 1993, Лекип је постао дио ASO организације, која је преузела организацију трке.
ASO организује и Париски маратон, бициклистичке трке у Африци и Азији, турнире у голфу (Отворено првенство Француске за мушкарце и жене, и гран при Швепс)) и Тур де Франс у једрењу. Такође организује и такмичења у аматерском бициклизму, као што су Летапе ди Тур и Ла етапа де ла Вуелта.
Предсједник ASO организације је Жан Етјен Амори, који је на тој функцији наслиједио свог оца, оснивача EPA — Филипа Аморија, који је умро 2006. године.

## Историја
Године 1944. часопис Лото је угашен због објављивања чланака блиских Њемачкој. Све што им је припадало, укључујући и Тур де Франс, заплијењено је у корист државе. Тадашњем директору часописа, Жаку Годеу, дозвољено је покретање другог часописа, Лекип, али за поновну организацију Тура, имао је конкуренцију у виду конзорцијума спорта, обје стране су организовале кандидатску трку, са по пет етапа. Лекип је организовао Ла корс ду Тур де Франс, а конзорцијум спорта Ла ронд де Франс. Трка Лекипа је била боље организована и привукла је више публике јер су учествовали тимови који су били на Туру прије рата, када је француски бициклизам био на високом нивоу и Годеу је припало право да организује Тур 1947. Лекип је био слаб са финансијама и прихватили су помоћ часописа Амори, који је подржавао покретање послијератног Тура. Уредник часописа Амори, Феликс Левитан, придружио се Годеу у организацији Тура. Годе се бавио спортском страном, а Левитан финансијском. У мају 1965, Лекип је постао дио Амори едиције, која је тада постала самостални власник трке.
ASO је успостављен у септембру 1992. године, као дио Амори едиције и преузео је управљање Тур де Франсом и Дакар релијем.
Године 1998, ASO је преузео организацију Париског маратона, који је 1976. године покренуо атлетски клуб Стад Франс.
Године 2002, ASO је преузео организацију бициклистичке трке Париз—Ница. Трка је покренута 1933. од стране Алберта Лежена, са циљем да промовише париски часопис Ле пети Журнал и часопис из Нице Ле пети Ница. Лоран Фињон је преузео организацију трке 2000. године, док је 2003. продао Амори организацији. Исте године, ASO је преузео и организацију голф турнира Отворено првенство Француске, које је покренуто 1906. године.
Године 2004, у сарадњи са француском јахачком федерацијом, ASO је организовао прво издање међународном такмичењу у јахању. Године 2010, ASO је преузео организацију бициклистичке трке Критеријум ди Дофине Либере. Трка је покренута 1947. године од стране часописа Дофине Либере.

## Организација такмичења

### Атлетика
- Маратон у Паризу
- Полумаратон у Паризу
- Трка на 10 km
- Маратон у Баи ди Монт Сент Мишелу
- Маратон у Барселони
- Полумаратон у Барселони
- Маратон, полумаратон и трка на 10 km у Лиону
- Маратон, полумаратон и трка на 10 km у Марсељу
- Маратон, полумаратон и трка на 10 km у Ремсу.

### Бициклизам

#### Тренутне трке
ASO организује следеће бициклистичке трке:
UCI ворлд тур
- Критеријум ди Дофине
- Флеш Валон
- Лијеж—Бастоњ—Лијеж
- Париз—Ница
- Париз—Рубе
- Тур де Франс
- Тур оф Катар
- Вуелта а Еспања
- Тур оф Калифорнија

UCI Континентал
- Arctic Race of Norway
- Париз Тур
- Тур оф Оман
- Тур де Јоркшир
- Порт класик

Трке за жене
- Тур де Франс
- Флеш Валон
- Мадрид челенџ ла Вуелта
- Тур оф Катар

Аматерске трке
- Тур де л’Авенир

##### Бивше трке
- Критеријум Интернасионал
- Тур де Пикарди
- Тур оф Пекинг

### Брдски бициклизам
- Оксиген челенџ
- Рок д’Азур
- Рок де Алпс (прво издање 2013)

### Голф
- Отворено првенство Француске
- Гран при Швепс
- Отворено првенство Француске за жене

### Једрење
- Тур де Франс

### Мото-спорт
- Дакар рели
- Дакар серије